# Jacobo Ramón
Jacobo Ramón Naveros (* 6. Januar 2005 in Madrid) ist ein spanischer Fußballspieler, der bei Como 1907 unter Vertrag steht. Er wird meistens als Innenverteidiger eingesetzt.

## Karriere

### Verein
Jacobo Ramón gelangte im Alter von acht Jahren in die Jugend von Real Madrid, um zunächst in der U9-Mannschaft (Benjamín B) zu spielen. Fortan durchlief er sämtliche Jugendkategorien des Klubs, ehe er 2022 in die A-Jugend der Königlichen gelangte. In der UEFA Youth League erreichte er mit seiner Mannschaft 2022/23 das Viertelfinale und brachte es dabei auf sieben Einsätze und zwei Tore. In derselben Spielzeit gewann er mit der A-Jugend von Real Madrid das Double aus Meisterschaft und Pokal. Am 9. September 2023 bestritt er in einer Ligabegegnung der Primera Federación zwischen Real Madrid Castilla und Linares Deportivo sein erstes Spiel im Erwachsenenbereich.
Für ein Meisterschaftsspiel am 10. Februar 2024 gegen den FC Girona wurde Jacobo Ramón erstmals von Trainer Carlo Ancelotti in den Kader der ersten Mannschaft einberufen, kam jedoch letztlich nicht zum Einsatz. Sein Debüt feierte er am 23. Januar 2025 in der Ligaphase der Champions League gegen Red Bull Salzburg.

### Nationalmannschaft
Jacobo Ramón, der 2022 und 2023 bereits mehrere Freundschaftsspiele für die U18 Spaniens bestritten hatte, war Teil des Aufgebots der Iberer bei der U-19-Europameisterschaft 2024, bei der er mit seiner Landesauswahl durch ein 2:0 im Endspiel gegen Frankreich den Titel erobern konnte. Er selbst brachte es auf zwei Endrundeneinsätze.

## Titel
Real Madrid
- Spanischer A-Junioren-Meister: 2022/23
- Spanischer A-Junioren-Pokalsieger: 2023

Nationalmannschaft
- U-19-Europameister: 2024